# Cathédrale d'Osimo
La cathédrale d'Osimo est une église catholique romaine d'Osimo, en Italie. Il s'agit d'une cocathédrale de l'archidiocèse d'Ancône-Osimo.